# Domkeller (Magdeburg)

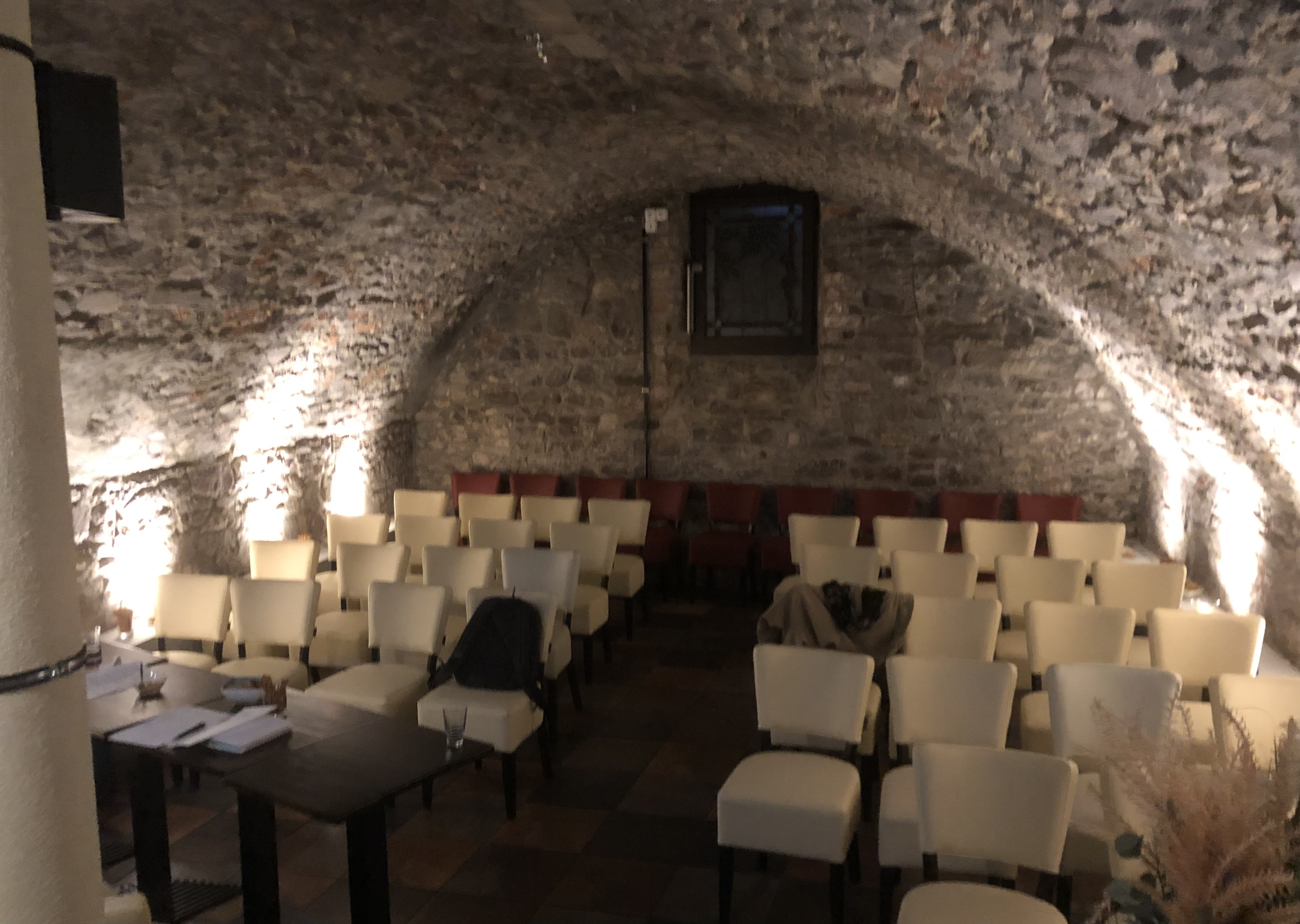
Blick von Westen in das östliche Kellergewölbe, 2023

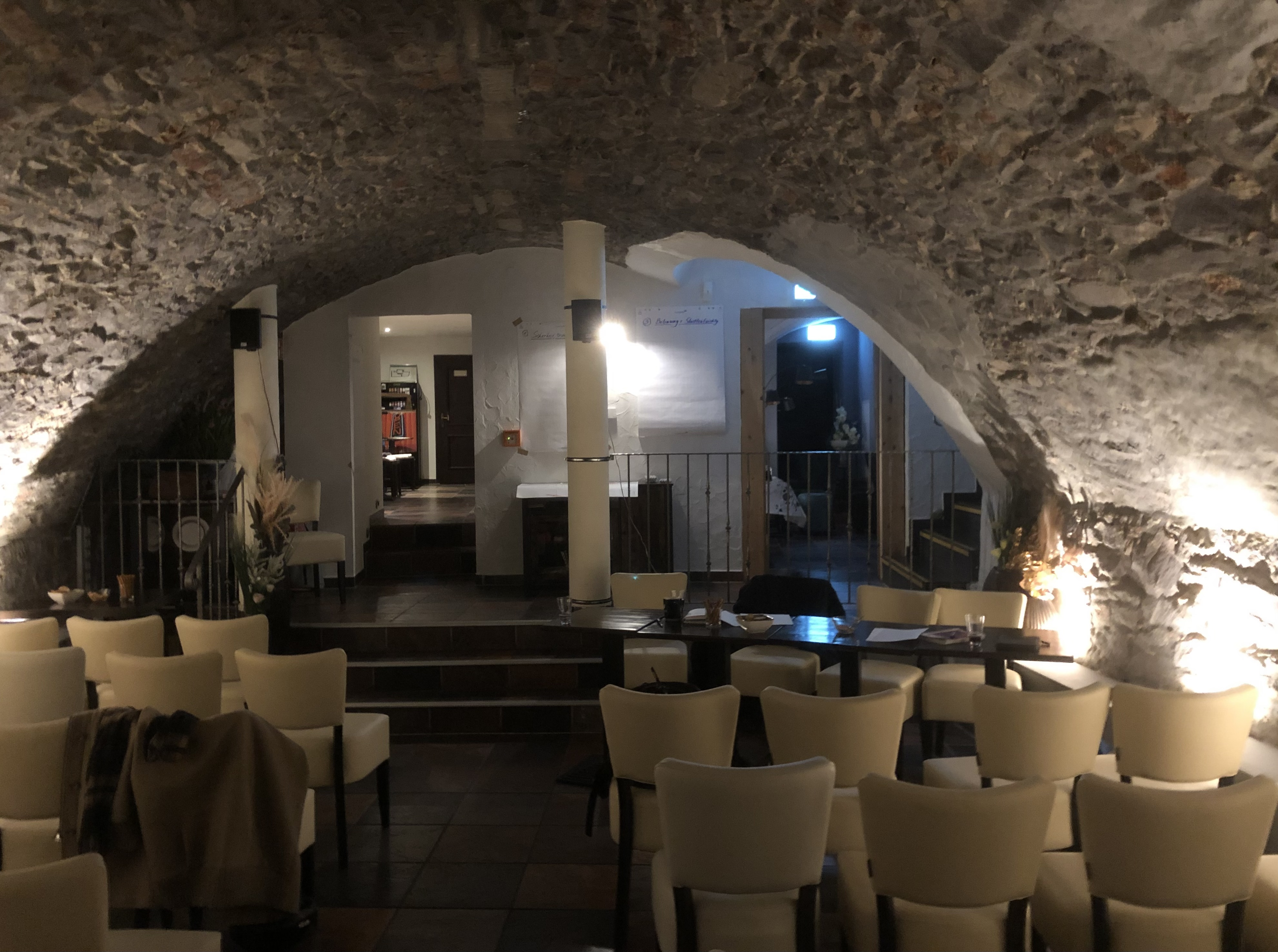
Blick von Osten

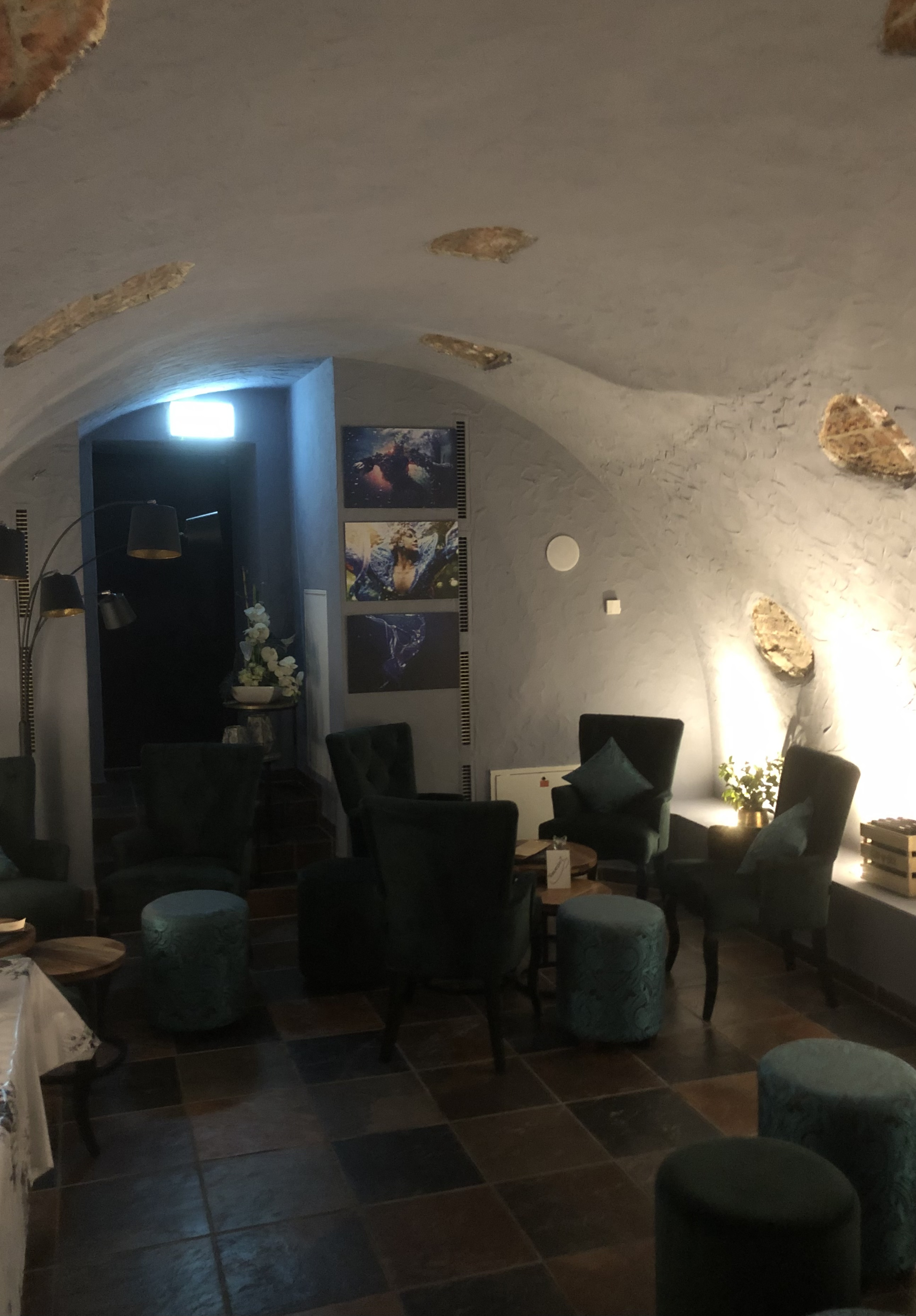
Westliches Gewölbe

Der Domkeller, auch Domherrenkeller oder Fabrikenkeller, ist ein denkmalgeschützter Keller in Magdeburg in Sachsen-Anhalt.

## Lage
Der Keller befindet sich auf der Westseite der Breiten Wegs in der Magdeburger Altstadt an der Adresse Breiter Weg 202. Südlich grenzt das Justizzentrum Eike von Repgow an.

## Architektur und Geschichte
Das Anwesen war die einzige mittelalterliche Schänke und Gastwirtschaft im Gebiet der Magdeburger Stiftsfreiheit. Die Schänke versorgte auch die kirchlichen Würdenträger. In der Zeit nach der Zerstörung der Stadt Magdeburg im Jahr 1631 ging diese Alleinstellung verloren, da auch in einer Bude am Sudenburger Tor ein Bierausschank erfolgte. Ursprünglich befand sich unmittelbar südlich des Grundstücks die Paulinerkirche des Dominikanerklosters zu dessen Besitz auch der Domkeller gehörte. Er unterstand der Jurisdiktion des Domkapitels. Im Zuge der Reformation flüchteten die Mitglieder des Domkapitels im Jahr 1546 aus der Stadt. Der Rat der Stadt beschlagnahmte alle Grundstücke und schloss die Gastwirtschaft, die als Konkurrenz für die Wirtschaften der Altstadt dort länger Missfallen erregt hatte. 1562 musste der Keller jedoch zurückgegeben werden. Im entsprechenden Vertrag des Jahres 1562 wurde jedoch vereinbart, dass an Bürger der Altstadt weder Bier noch Wein ausgeschenkt werden durfte.
Im Jahr 1585 wurde der Keller wohl neu errichtet. Andere Angaben geben für 1583 eine Erneuerung an. Noch Ende des 18. Jahrhunderts befand sich die Jahreszahl 1585 über dem Eingangsportal des Hauses. Für das Jahr 1623 ist als Pächter Ulrich Heringh überliefert, 1631 war Heinrich Pöpping Inhaber. Pöpping ist als Anhänger der Schweden in den Auseinandersetzungen während des Dreißigjährigen Kriegs bekannt. Bei ihm war bis zum 10. Mai 1631 der Kammersekretär des Administrators Christian Wilhelm von Brandenburg, Peter Meyer, einquartiert. Pöpping verstarb kurz nach der Zerstörung der Stadt 1631 an der Ruhr. Das Gebäude wurde bei der Zerstörung der Stadt ebenfalls vernichtet, der Keller blieb jedoch erhalten. Joachim Sarau (auch Sorow) errichtete auf dem wüsten Grundstück dann zunächst eine Schankhütte. Seine Witwe veräußerte die Hütte, ohne das Grundstück, an den Kapitän Andreas Schnelle. Für 70 Taler wurde das kleine Gebäude an Melchior Salzer weiterverkauft. Er erhielt vom Domkapitel eine Schankgenehmigung. 1647 wurde bereits seine Witwe als Inhaberin genannt. Im Jahr 1648 pachteten die aus Wernigerode stammenden Eheleute Christoph Kurzhauer den Keller für einen Zeitraum von vier Jahren. Der Wirt verpflichtete sich zum Ausschank guter Getränke und der Beherbergung von Fremden. Wein wurde wieder aus Hamburg bezogen. Dem vorherigen Pächter Melchior Salzer waren von ihm aufgewendete Baukosten zu erstatten. In der Zeit von 1663 bis 1668 pachtete Karl Joachim Meyer für eine jährliche Pension von 300 Talern das Anwesen.
Erneut ergab sich eine Auseinandersetzung, da die Stadt Magdeburg sich in ihren Einnahmen geschädigt sah. Auf Veranlassung der Stadt erließ der Administrator August von Sachsen den Befehl, im Keller trinkende Bürger und Soldaten gewaltsam zu entfernen.
Nächster Pächter war 1668 Kurt Schumann, der die Schankwirtschaft für drei Jahre pachtete. 1671 wurde die Pacht für 250 Taler wieder an Karl Joachim Meyer vergeben. Er wurde verpflichtet nur unverfälschte Getränke auszuschenken. 1674 war Jakob Brandt, 1675 Joh. Friedrich Denhard Pächter. Die Pacht betrug nun 150 Taler. Es durfte Wein, gebrannte Weine und auch fremde Biere ausgeschenkt werden. Verboten war ihm jedoch der Ausschank von Zerbster Bier. Im Jahr 1681 erfolgte wieder ein Besuchsverbot für Bürger. In der Zeit von 1682 bis 1685 pachtete Leonhard Bauer den Keller für jährlich 175 Taler. Für ihn ist sein Jahresabsatz an Getränken für 1682 überliefert. Er setzte 44 Eimer rheinischen und Frankenwein sowie 171 lange Fass Halberstädter Broyhan um.
Als weitere Pächter folgten Daniel Müller (1685 bis 1688), der Fourier Joh. Peter Schmied (1688 bis 1694) und Wilhelm Brand (1694 bis 1697). Brand zahlte eine Pacht von 100 Talern, musste jedoch gesondert Acciseabgaben abführen. 1698 übernahm der aus der Altstadt stammende Koch Christoph Schulze die Wirtschaft. Er erhielt außerdem die Genehmigung, die am Domkeller befindlichen, immer noch wüst liegenden Grundstücke zu bebauen. Sie waren vor dem als großen Krieg bezeichneten Dreißigjährigen Krieg von den beiden Domkämmerern bewohnt. Von 1700 bis 1703 übernahm wieder Peter Schmied, dann Leonhard Bauer und ihm nachfolgend Joh. Schlickmann. Von 1713 bis 1719 führte Friedrich Konrad Besser den Ausschank accisefrei. In der Zeit um 1730 war dann wiederum Joh. Schlickmann Pächter. Die Pacht betrug nun jährlich 160 Taler. Ihm folgte Dierbach, dann Matthias Rickert und von 1742 bis 1757 Berghauer nach. Berghauer betrieb das Anwesen als Gasthof. Die Räume des Domherrenkellers waren aber letztlich eher klein. Es bestand nur eine Gaststube und als unzureichend betrachtete Keller. Das Domkapitel erwarb daher 1765 das benachbarte Kahlesche Haus, um so die Schänke zu erweitern. Zum Objekt gehörte auch ein Kegelhaus mit Kegelbahn. Um 1790 war Joh. Wilhelm Lübke Pächter.
1810 wurde das Domkapitel aufgegeben. Die traditionsreiche und bekannte Schänke ging in der Folgezeit ein.
Auf dem Grundstück befand sich ein dreigeschossiges, fünfachsig angelegtes Gebäude, dessen genaues Baujahr unklar ist. 1845 war Schröder Eigentümer, 1870 der Kaufmann Reichardt. 1914 und 1925 wurden die Reichardtschen Erben als Eigentümer geführt, 1938 und 1940 Ewald Typky, der Eigentümer eines Herrenmodengeschäftes war. Das Haus überstand die Zerstörungen des Zweiten Weltkriegs. Typky war noch 1950 Eigentümer. Das Gebäude wurde dann Anfang der 1980er Jahre abgerissen, wobei jedoch die Gewölbekeller erhalten blieben.

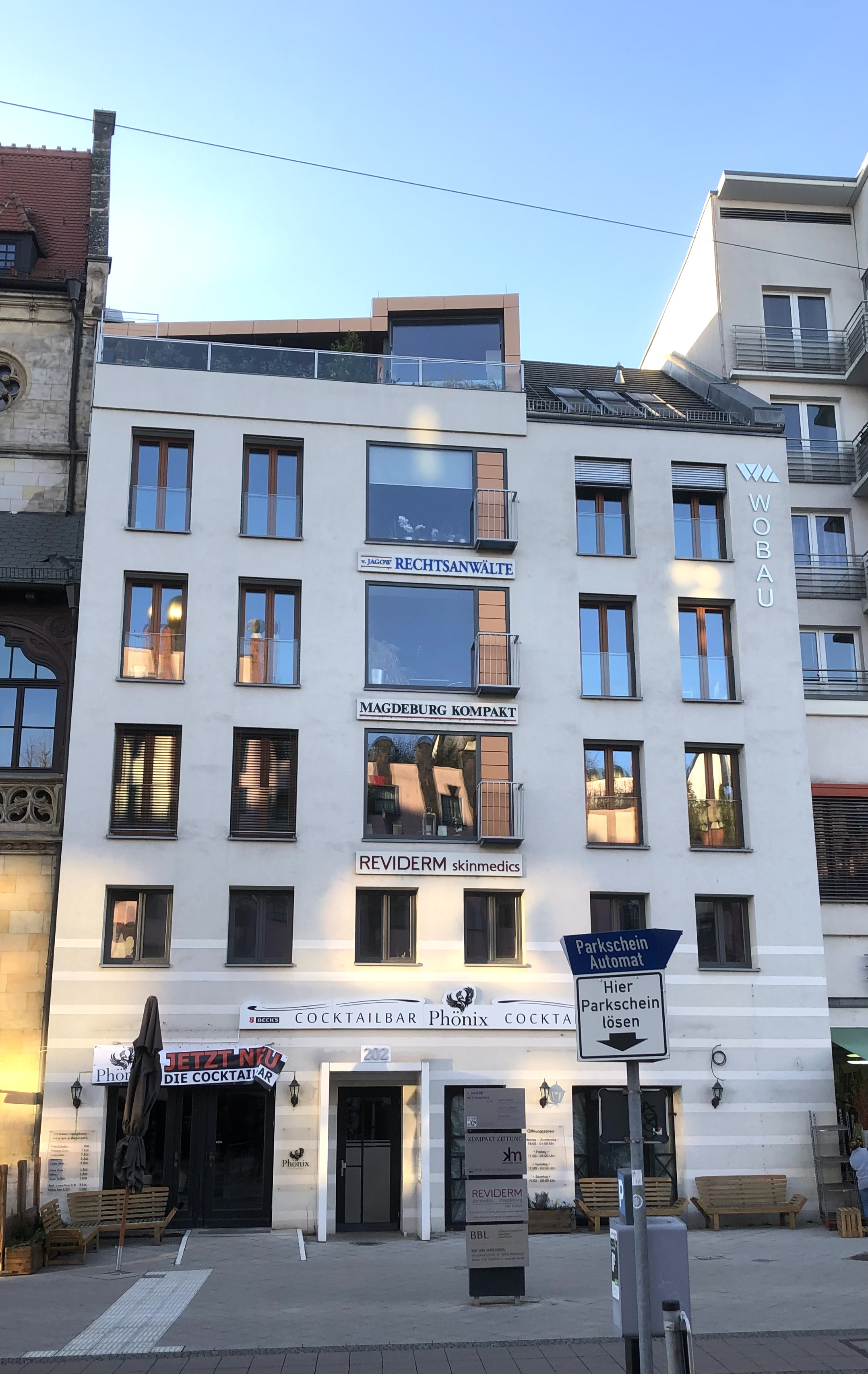
Breiter Weg 202 im Jahr 2023

In der Zeit nach 1990 erfolgte eine Neubebauung unter Einbeziehung der Kelleranlage.
Aktuell (Stand 2023) wird der Keller, entsprechend seiner historischen Funktion, wiederum gastronomisch genutzt. Nachdem er Anfang des 21. Jahrhunderts zum französischen Restaurant Bon apart gehörte, ist er derzeit Teil der Cocktailbar Phönix.
Im Denkmalverzeichnis des Landes Sachsen-Anhalt ist der Keller unter der Erfassungsnummer 094 06315 als Baudenkmal verzeichnet. Unter dieser Nummer ist der Keller mit dem weiter nördlich getrennt hiervon liegenden Keller Breiter Weg 193 zusammengefasst.

## Name
Der Name Domkeller bzw. Domherrenkeller ergab sich aus der Zugehörigkeit zum Domkapitel. Die Bezeichnung als Fabrikenkeller leitete sich vom lateinischen fabrica ecclesiae, einem Fonds für die bauliche Unterhaltung und gottesdienstliche Verrichtungen ab.